# Astaroth (groupe)
Pour les articles homonymes, voir Astaroth (homonymie).
Astaroth est un groupe brésilien de heavy metal, originaire de Porto Alegre, actif entre 1982 et 1988.

## Histoire
Formé en 1982 à Porto Alegre et actif dans les années 1980, le groupe est considéré comme l'un des groupes pionniers du genre dans le pays. Il commence ses activités en participant à des festivals et à des compilations, et en 1986, il enregistre son unique album Na Luz da Conquista, devenant ainsi le premier groupe du genre du Rio Grande do Sul à enregistrer en un format vinyle. Le groupe met fin à ses activités en 1988, pour se produire à nouveau lors d'un concert célébrant les 13 ans de la radio Ipanema FM en 1996.
En 2010, leur album, ainsi que deux chansons inédites, sont réédités en CD par le label de Rio Grande do Sul Doctor Rock Records,.

## Discographie

### Albums studio
- 1986 : Na Luz da Conquista (Gravadora Alpha Centaurus) - réédité en format CD en 2010 chez Doctor Rock Records[4]

### Compilations
- 1984 : Rock Garagem I, avec le morceau Deuses Vencidos (Gravadora ACIT)[5]
- 1985 : Porto Alegre Rock, avec le morceau O Alienado (Musi’sul / Pialo Music)
- 1994 : A Música de Porto Alegre - Rock, avec O Alienado (Legião de bestas)